# Трещевка (река)
Трещевка — река в Рамонском и Семилукском районах Воронежской области, левый приток реки Ведуга. Длина — 30 км, площадь водосборного бассейна — 267 км².

## География
Исток реки расположен близ села Сомово, устье недалеко от села Губарево. Протекает по овражистой местности. Крупнейший приток Камышовка.
Река протекает через населённые пункты Сомово, Большая Трещевка, Русско-Гвоздёвские Выселки, Трещевка, Медвежье, Красный, Богоявленка и Раздолье.
Через реку перекинуто 4 автомобильных моста.
На Трещевке образовано несколько прудов.